# João Pedro (cầu thủ bóng đá, sinh 2001)
João Pedro Junqueira de Jesus (sinh ngày 26 tháng 9 năm 2001), hay còn được biết đến với tên gọi João Pedro,  là một cầu thủ bóng đá chuyên nghiệp người Brasil hiện đang thi đấu ở vị trí tiền đạo cho câu lạc bộ Chelsea tại Premier League và Đội tuyển bóng đá quốc gia Brasil.

## Thiếu thời
João Pedro sinh ra ở Ribeirão Preto, São Paulo, có cha mẹ là Flavia Junqueira và José João de Jesus, thường được gọi là Chicão, một cựu cầu thủ bóng đá chuyên nghiệp đã từng chơi cho Botafogo-SP. Chicão bị bỏ tù mười sáu năm vào năm 2002 và thụ án tám năm vì tội đồng phạm giết người. Vào thời điểm Chicão bị giam, ông và Junqueira đã ly thân.

## Sự nghiệp câu lạc bộ

### Chelsea
Vào ngày 2 tháng 7 năm 2025, Pedro đã ký hợp đồng có thời hạn đến năm 2033 với mức phí được báo cáo là 55 triệu bảng Anh cộng với 5 triệu bảng Anh phụ phí với câu lạc bộ Ngoại hạng Anh Chelsea. Anh đã được đưa vào đội hình tham dự FIFA Club World Cup 2025 của Chelsea trong kỳ đăng ký thứ hai của giải đấu cùng ngày hôm đó. Anh đã chơi trận ra mắt cho Chelsea ở vòng tứ kết giải đấu đó hai ngày sau đó khi vào sân thay người trong hiệp hai trong chiến thắng 2–1 của Chelsea trước Palmeiras. Vào ngày 8 tháng 7 năm 2025, anh đã ghi một cú đúp trong trận bán kết với câu lạc bộ thời thơ ấu của mình là Fluminense. Trong trận chung kết, anh đã ghi bàn thắng cuối cùng trong chiến thắng 3–0 trước Paris Saint-Germain.

## Sự nghiệp quốc tế
Ngày 19 tháng 8 năm 2023, Pedro được triệu tập vào đội tuyển bóng đá Olympic Brasil. Anh có trận ra mắt đội tuyển Brasil khi vào sân thay người ở phút 84 trong trận thua 1–0 trước U-23 Maroc.
Ba tháng sau, vào ngày 6 tháng 11 năm 2023, Pedro lần đầu tiên được triệu tập vào đội tuyển quốc gia Brasil. Ngày 16 tháng 11, Pedro chơi trận ra mắt cho Seleção sau khi vào sân thay Vinícius Júnior bị chấn thương ở phút 27 trong trận thua 2–1 trước Colombia.

## Thống kê sự nghiệp

### Câu lạc bộ
Tính đến 13 tháng 7 năm 2025
| Câu lạc bộ             | Mùa giải  | Giải vô địch   | Giải vô địch | Giải vô địch | Giải vô địch liên bang | Giải vô địch liên bang | Cúp quốc gia | Cúp quốc gia | Cúp Liên đoàn | Cúp Liên đoàn | Châu lục | Châu lục | Khác | Khác | Tổng cộng | Tổng cộng |
| Câu lạc bộ             | Mùa giải  | Hạng đấu       | Trận         | Bàn          | Trận                   | Bàn                    | Trận         | Bàn          | Trận          | Bàn           | Trận     | Bàn      | Trận | Bàn  | Trận      | Bàn       |
| ---------------------- | --------- | -------------- | ------------ | ------------ | ---------------------- | ---------------------- | ------------ | ------------ | ------------- | ------------- | -------- | -------- | ---- | ---- | --------- | --------- |
| Fluminense             | 2019      | Série A        | 25           | 4            | 4                      | 1                      | 4            | 2            | —             | —             | 4        | 3        | —    | —    | 37        | 10        |
| Watford                | 2019–20   | Premier League | 3            | 0            | —                      | —                      | 2            | 0            | 0             | 0             | —        | —        | —    | —    | 5         | 0         |
| Watford                | 2020–21   | Championship   | 38           | 9            | —                      | —                      | 1            | 0            | 1             | 0             | —        | —        | —    | —    | 40        | 9         |
| Watford                | 2021–22   | Premier League | 28           | 3            | —                      | —                      | 1            | 1            | 0             | 0             | —        | —        | —    | —    | 29        | 4         |
| Watford                | 2022–23   | Championship   | 35           | 11           | —                      | —                      | 0            | 0            | 0             | 0             | —        | —        | —    | —    | 35        | 11        |
| Watford                | Tổng cộng | Tổng cộng      | 104          | 23           | —                      | —                      | 4            | 1            | 1             | 0             | —        | —        | —    | —    | 109       | 24        |
| Brighton & Hove Albion | 2023–24   | Premier League | 31           | 9            | —                      | —                      | 2            | 5            | 1             | 0             | 6        | 6        | —    | —    | 40        | 20        |
| Brighton & Hove Albion | 2024–25   | Premier League | 27           | 10           | —                      | —                      | 3            | 0            | 0             | 0             | —        | —        | —    | —    | 30        | 10        |
| Brighton & Hove Albion | Tổng cộng | Tổng cộng      | 58           | 19           | —                      | —                      | 5            | 5            | 1             | 0             | 6        | 6        | —    | —    | 70        | 30        |
| Chelsea                | 2024–25   | Premier League | —            | —            | —                      | —                      | —            | —            | —             | —             | —        | —        | 3    | 3    | 3         | 3         |
| Chelsea                | 2025–26   | Premier League | 0            | 0            | —                      | —                      | 0            | 0            | 0             | 0             | 0        | 0        | —    | —    | 0         | 0         |
| Chelsea                | Tổng cộng | Tổng cộng      | 0            | 0            | —                      | —                      | 0            | 0            | 0             | 0             | 0        | 0        | 3    | 3    | 3         | 3         |
| Tổng cộng              | Tổng cộng | Tổng cộng      | 188          | 46           | 4                      | 1                      | 13           | 8            | 2             | 0             | 10       | 9        | 3    | 3    | 219       | 67        |

1. ↑  Bao gồm Campeonato Carioca
2. ↑  Bao gồm Copa do Brasil và FA Cup
3. ↑  Bao gồm EFL Cup
4. ↑  Ra sân tại Copa Sudamericana
5. ↑  Ra sân tại UEFA Europa League
6. ↑  Ra sân tại FIFA Club World Cup

### Quốc tế
Tính đến 20 tháng 3 năm 2025
| Đội tuyển quốc gia | Năm       | Trận | Bàn |
| ------------------ | --------- | ---- | --- |
| Brasil             | 2023      | 1    | 0   |
| Brasil             | 2024      | 1    | 0   |
| Brasil             | 2025      | 1    | 0   |
| Tổng cộng          | Tổng cộng | 3    | 0   |

## Danh hiệu

### Câu lạc bộ
Chelsea
- FIFA Club World Cup: 2025